# Team Virage
Le Team Virage est une écurie de course automobile lancée en 1998 par Philippe Gautheron sous le nom G-TEC Sport initialement. La structure n’a cessé de grandir pour passer sous la dénomination Team Virage durant l'hiver 2017-2018,, afin de faire rouler des voitures de catégorie LMP3 dans des championnats tels que l'Ultimate Cup Series, la Michelin Le Mans Cup et l'European Le Mans Series. 
Bien que l'écurie soit basée en Espagne, elle court sous licence polonaise.
Une Virage Academy a aussi été mise sur pied en 2011, avec le concours de Julien Gerbi.

## Histoire
En 2019, la Team Virage s'engage en Ultimate Cup Series avec ses Ligier JS P3 et sa Norma M30.
En 2020, la Team Virage s'engage de nouveau en Ultimate Cup Series avec ses Ligier JS P320 et une Aston Martin Vantage GT4. Deux des Ligier JS P320 participent à l’intégralité du championnat. La première avec comme pilote Miguel Cristovao, Julian Wagg, Alessandro Ghiretti et Julien Falchero remporte le championnat grâce à ses deux victoires et ses deux secondes places. Le seconde voiture aux mains de Philippe Cimadomo, Alain Costa et Lionel Amrouche finit en cinquième position. La dernière Ligier JS P320 participe seulement à la dernière manche du championnat. Aux mains de Julien Gerbi et de Petru Florescu, elle monte sur la troisième marche du podium. 
La saison est également agrémentée d'une première participation au Road to Le Mans avec comme équipage Tom Cloet et James Winslow.
En 2021, la Team Virage s'engage dans un triple programme en s’inscrivant pour la troisième année consécutive en Ultimate Cup Series, en participant pour la première fois à la Michelin Le Mans Cup et en revenant, après une brève expérience en 2018 dans l'European Le Mans Series. Pour mener à bien ces programmes, comme la saison précédente, le Team Virage fait rouler des Ligier JS P320. Pour le championnat European Le Mans Series, c'est un équipage nord américain expérimenté dans la catégorie qui est réuni avec comme pilotes Rob Hodes, Garett Grist et Charles Crews. Pour le championnat Michelin Le Mans Cup, la Team Virage s'engage avec deux voitures. La première est confiée à Sacha Lehmann et au team manager de l'écurie Julien Gerbi, la seconde voiture est quant à elle aux mains de Rob Hodes et de Garett Grist. Pour le championnat Ultimate Cup Series, la Team Virage s'engage avec deux voitures. La première est confiée à Pontus Fredricsson et à Stéphane Adler. La seconde est confiée à Miguel Cristovao, Mathis Poulet et Julian Wagg.

## Résultats en compétition automobile

### Résultats enEuropean Le Mans Series
| Année | Châssis        | Moteur                      | Classe      | 1     | 2        | 3        | 4      | 5       | 6       | Position | Points |
| ----- | -------------- | --------------------------- | ----------- | ----- | -------- | -------- | ------ | ------- | ------- | -------- | ------ |
| 2018  | Ligier JS P3   | Nissan VK50VE 5,0 l V8 Atmo | LMP3        | LEC   | MON      | RBR      | SIL 15 | SPA     | POR     | 20e      | 0.5    |
| 2021  | Ligier JS P320 | Nissan VK56 5,6 l V8 Atmo   | LMP3        | BAR 7 | RBR N.c. | LEC N.c. | MON 5  | SPA 5   | POR 11  | 8e       | 27     |
| 2022  | Oreca 07       | Gibson GK428 4,2 l V8 Atmo  | LMP2 Pro/Am | LEC 5 | IMO Nc.  | MON 6    | BAR 6  | SPA 6   | POR Nc. | 6e       | 34     |
| 2023  | Oreca 07       | Gibson GK428 4,2 l V8 Atmo  | LMP2 Pro/Am | CAT 9 | LEC Nc.  | ARA 6    | SPA 5  | ALG 9   | POR 10  | 10e      | 24     |
| 2023  | Ligier JS P320 | Nissan VK56 5,6 l V8 Atmo   | LMP3        | CAT 8 | LEC 8    | ARA Nc.  | SPA 5  | ALG Nc. | POR 5   | 10e      | 30     |

N.B. * Saison en cours. Les courses en gras indiquent une pole position, les courses en italique indiquent que le meilleur tour de course a été réalisé.

## Pilotes
- Stéphane Adler (2021)
- Lionel Amrouche (2020)
- Tomasz Blicharski (2018)
- Jakeson Caouette (2018)
- Philippe Cimadomo (2019-2020)
- Javier Cobian (2018)
- Tom Cloet (2020)
- Rory Collingbourne (2019)
- Alain Costa (2019-2020)
- Charles Crews (2021)
- Miguel Cristovao (2019-2021)
- Henning Enqvist (2018)
- Julien Falchero (2018-2020)
- Alex Fontana (2018)
- Pontus Fredricsson (sv) (2021)
- Julien Gerbi (2020-2021)
- Alessandro Ghiretti (2020)
- Parth Ghorpade (2019)
- Garett Grist (2021)
- Rob Hodes (2021)
- Mateusz Kaprzyk (2019)
- Miroslav Konôpka (2019)
- Joonas Lappalainen (fi) (2018)
- Sacha Lehmann (2021)
- Jean-Marc Littman (2018)
- Checco Malavasi (2019)
- Thomas Padovani (2018-2019)
- Petru Florescu (en) (2020)
- Mathis Poulet (2021)
- Jake Rattenbury (2018)
- Stephane Romecki (2018)
- Nicholas Silva (2018)
- Philippe Valenza (2018-2019)
- Julian Wagg (2019-2021)
- James Winslow (2020)